# Legião Árabe Livre
A Legião Árabe Livre (em alemão:  Legion Freies Arabien; em árabe: جيش بلاد العرب الحرة, translit. 'Jaysh bilād al-ʿarab al-ḥurraẗ') era o nome coletivo de várias unidades alemãs nazistas formadas por voluntários árabes do Oriente Médio, notadamente do Iraque e do Norte da África durante a Segunda Guerra Mundial.

## Histórico operacional

### Origens
No início de abril de 1941, o político iraquiano Rashid Ali al-Gaylani, juntamente com vários outros oficiais iraquianos que faziam parte do grupo nacionalista Golden Square, derrubou o regime pró-britânico no Reino do Iraque. O novo governo pró-nazista buscou apoio alemão e italiano para uma revolta iraquiana contra as forças britânicas no país. O contato foi estabelecido com as potências do Eixo com a ajuda do Grande Mufti de Jerusalém Amin al-Husayni, um partidário nazista que vivia no Iraque desde que fugiu da prisão do Mandato Britânico da Palestina pouco antes da guerra.
Em maio de 1941, a Guerra Anglo-Iraquiana começou com as forças britânicas entrando no Iraque. Adolf Hitler concordou em enviar esquadrões da Luftwaffe para apoiar o Iraque, bem como o Sonderstab F, uma missão especial liderada por Hellmuth Felmy que deveria apoiar a revolta e formar uma brigada árabe liderada pelos alemães.
No final de maio, as forças iraquianas foram derrotadas pelos britânicos, e al-Husseini e al-Gaylani fugiram para o Irã e depois para a Alemanha. Após a derrota, vários simpatizantes árabes foram enviados do Oriente Médio pela Síria francesa e acabaram no Sunião, na Grécia.

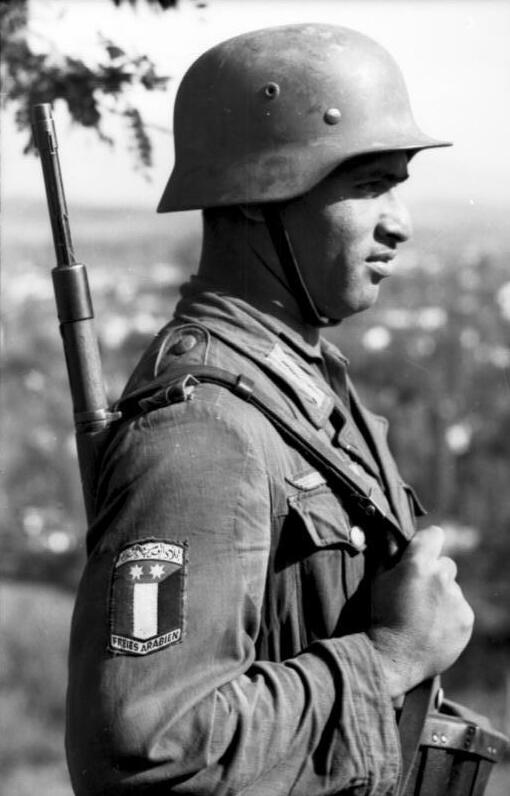
Um soldado da Legião Árabe Livre na Grécia ocupada pelos alemães em setembro de 1943

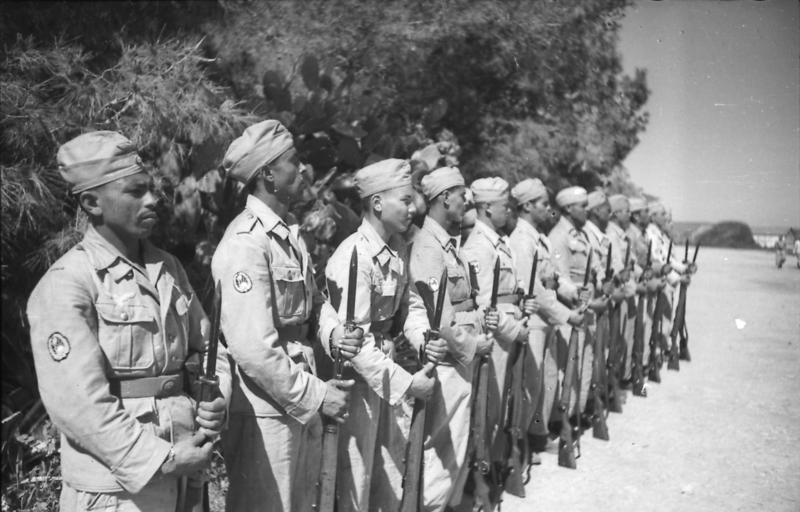
Treinamento da Sonderverband 287

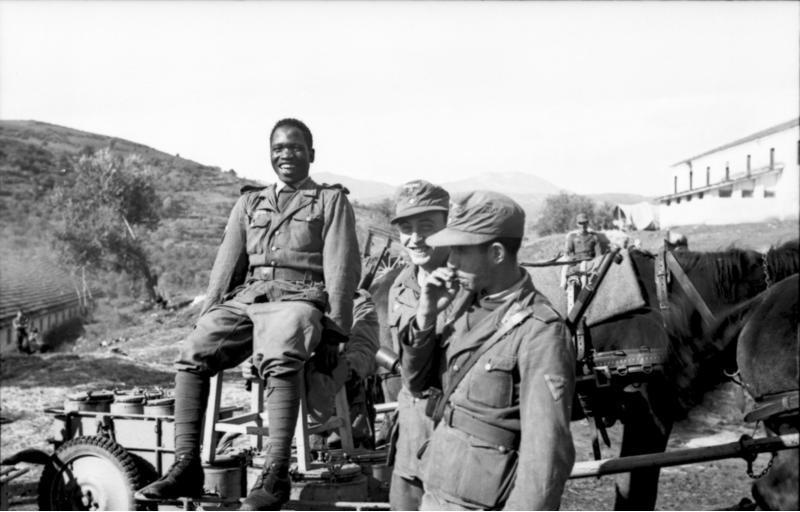
Um soldado negro da Legião Árabe Livre na Grécia

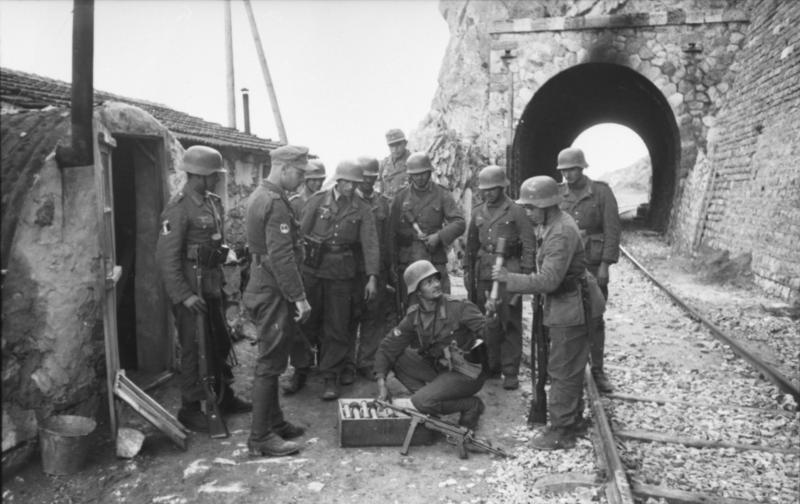
Soldados da Legião Árabe Livre distribuindo granadas de mão na Grécia. Observe o remendo de braço original da Sonderverband 287

### Unidades
Hellmuth Felmy havia recebido em junho o comando do Grupo de Exércitos do Sul da Grécia e deveria continuar o levantamento das unidades germano-árabes através do Sonderstab F, que agora havia sido expandido e "deveria ser o escritório central de campo para todas as questões do mundo árabe que afetar a Wehrmacht". Consequentemente, as duas unidades Sonderverband 287 e Sonderverband 288 foram criadas. A Sonderverband 288 continha apenas uma pequena proporção de soldados árabes. No entanto, o termo Legião Árabe Livre não era o nome de nenhuma unidade específica, mas um nome abrangente para todas as unidades árabes do exército alemão.

#### Sonderverband 287
A Sonderverband 287 foi formada em 4 de agosto de 1942, com muita ajuda de Amin al-Husayni e Rashid Ali al-Gaylani e consistia principalmente de muçulmanos iraquianos e sírios, apoiados por ex-prisioneiros de guerra e outros voluntários.
O 3º batalhão de Sonderverband 287 foi retirado da unidade e enviado como Deutsche-Arabische Lehr-Abteilung para o Cáucaso em setembro de 1942. Fazia parte da ofensiva do Eixo na região e do plano alemão de criar um governo iraquiano no exílio na região. Foi então para usar a região como trampolim para a conquista do Iraque. O plano nunca se concretizou e a unidade nunca entrou em ação após os fortes reveses alemães no final de 1942. A unidade foi enviada para a Campanha da Tunísia via Itália em janeiro de 1943. Lá, o Deutsche-Arabische Lehr-Abteilung foi colocado no flanco sul do exército do Eixo e foi usado para recrutar mais árabes locais que formaram um segundo batalhão de auxiliares, que foram usados para serviço de guarda e como tropas de construção. A unidade inteira foi capturada junto com o resto das forças do Eixo na África em maio de 1943.
Os restantes soldados do 3º batalhão, ou seja, o Deutsche-Arabische Lehr-Abteilung, que não tinham sido enviados para o Norte de África, foram usados, juntamente com os muçulmanos do Norte de África francês, para formar o Batalhão Alemão-Árabe 845 no verão de 1943. Serviu na região do Peloponeso da Grécia como parte da 41ª Divisão de Fortaleza de novembro de 1943. Participou na guerra partidária grega, particularmente contra o ELAS. Em outubro de 1944, foi retirado da Grécia para a Iugoslávia e, no início de 1945, foi fortalecido com a adição de árabes de um batalhão de voluntários árabes que foi dissolvido antes de estar totalmente formado. Terminou a guerra perto de Zagreb como parte da 104ª Divisão Jäger.
Os 1º e 2º batalhões da Legião Árabe Livre que não fizeram parte da Deutsche-Arabische Lehr-Abteilung foram usados para substituir as perdas e reconstruir o Regimento de Granadeiros 92 juntamente com uma bateria leve e uma companhia pioneira leve em 2 de maio de 1943, que foi então renomeado Regimento de Granadeiros 92 (MOT) em 5 de junho de 1944. O regimento mudou-se para a Iugoslávia para lutar contra os partisans e fazia parte do Grupo de Exércitos F. O regimento sofreu pesadas perdas nos combates da Ofensiva de Belgrado em outubro de 1944, e o que restava dele se tornou parte do 2º Exército Panzer, onde foi reconstruído na Brigada Panzergrenadier 92 em janeiro de 1945. Todo o exército capitulou em desordem na Áustria em maio de 1945.

#### Sonderverband 288
A Sonderverband 288 consistia principalmente de alemães, mas com um quadro de tradutores árabes e uma gráfica móvel que podia produzir folhetos em árabe, bem como um esquadrão para a operação de instalações de produção de petróleo. Em janeiro de 1942, toda a unidade foi transferida para a Líbia para se defender contra as forças britânicas na Campanha Norte-Africana. A unidade foi planejada para eventualmente ser usada em uma invasão do Oriente Médio via Egito, mas isso nunca aconteceu. Após vários meses de combates, a unidade foi renomeada Panzer Grenadier Regiment Africa, e acabou sendo capturada pelas forças americanas após a capitulação de todas as forças do Eixo no norte da África em maio de 1943.